# Изгорялото гюне
„Изгорялото гюне“ е резерват в Баташката планина.

## Местоположение
Резерватът е разположен в землището на град Кричим и има площ от близ 29,5 хектара. Първоначално е обявен по лесоустройствен проект от 1987 г.

## Основанане и статут
Обявен е за резерват с постановление на Министерски Съвет No.5334/16.08.1949 година. На 30.12.1956 година площта му е намалена със заповед No.2245 на Главно управление на горите. Прекатегоризиран е като поддържан резерват със заповед No. РД-363/15.10.1999 година на Министерството на околната среда и водите. Площта на резервата е 29.30 хектара. Резерватът е обявен с цел запазване и поддържане на второто по значимост в страната естествено находище на дървовидната хвойна (Juniperus excelsa).

## Флора и фауна
В резервата са установени около 400 вида растения, което за такава малка площ е значителен брой, защитени са дървовидна хвойна, родопски силивряк (Haberlea rhodopensis), румелийски трахелиум (Trachelium rumelianum), синя айважива (Alkanna tinctoria), гусихиева ведрица (Fritillaria gussichiae ssp. skorpilii), балкански вечерник (Hesperis theophrasti).
В този резерват се опазва единственото находище на дървовидна хвойна в Родопите.